# 33535 Alshaikh
33535 Alshaikh è un asteroide della fascia principale. Scoperto nel 1999, presenta un'orbita caratterizzata da un semiasse maggiore pari a 2,4381814 UA e da un'eccentricità di 0,1250393, inclinata di 1,27671° rispetto all'eclittica.